# フェニルアセトンモノオキシゲナーゼ
フェニルアセトンモノオキシゲナーゼ（phenylacetone monooxygenase）は、次の化学反応を触媒する酸化還元酵素である。
フェニルアセトン + NADPH + H+ + O2 {\displaystyle \rightleftharpoons } 酢酸ベンジル + NADP+ + H2O
反応式の通り、この酵素の基質はフェニルアセトン、NADPH、H+とO2で、生成物は酢酸ベンジル、NADP+とH2Oである。
この酵素は酸化還元酵素に属する。O2を酸化剤として酸素原子を組み込み還元させる。組み込む酸素原子はO2から誘導される必要はなく酸素を含有する他の供与体からでもいい。組織名はphenylacetone,NADPH:oxygen oxidoreductaseで、省略してPAMOとも書かれる。